# Computer Music Journal
O Computer Music Journal (CMJ) é um periódico acadêmico fundado em 1977, revisado por pares e que aborda temas relacionados ao processamento de sinal de áudio digital e música eletroacústica. É publicado em formato online e impresso pela MIT Press, acompanhada de um CD/DVD que reúne trabalhos em áudio e vídeo de diversos artistas.
O periódico é publicado trimestralmente com uma antologia sobre som e vídeo, abordando uma ampla gama de assuntos, como processamento de sinal digital, composição eletroacústica, novas interfaces para expressão e recuperação de informação musical, tornando-se um recurso essencial para músicos, compositores, cientistas, engenheiros e entusiastas no som e música gerados por computador.
O CMJ é guiado por um conselho editorial internacional com perícia na área e é a publicação líder sobre o tema.

## Tópicos de Interesse
A revista abrange uma ampla gama de temas, como:
- Tecnologia, métodos e estética da música para computador
- software e hardware para áudio
- MIDI
- Acústica e Psicoacústica
- Percepção e Cognição musical
- Síntese aditiva, amostragem e análise
- Ressíntese
- Representação e modelos de música computacional
- Análise musical baseada em computador
- História da Eletroacústica e da Computação Musical
- Sistemas interativos para performance
- Processamento de sinal
- Som 3D
- Reconhecimento de discurso
- Design de novos equipamentos de som
- Entrevistas com musicistas e especialistas na área
- Relatórios sobre conferências e cursos
- Tutoriais
- Editoriais
- Fotografias, partituras, algoritmos e outras ilustrações